# Languedoque-Rossilhão
Languedoque-Rossilhão, Languedoc-Rossilhão ou Linguadoque-Rossilhão (em francês:  Languedoc-Roussillon) é uma antiga região administrativa francesa, que hoje integra a região da Occitânia. Era constituída por 5 departamentos: Aude, Gard, Hérault, Pirenéus Orientais e Lozère. É delimitado a sul pela Espanha (Catalunha), Andorra e Mar Mediterrâneo (pelo Golfo de Leão) e pelas regiões francesas Provença-Alpes-Costa Azul, Ródano-Alpes, Auvérnia e Midi-Pirenéus. A sua população é de 2,52 milhões de habitantes.
As línguas faladas na região são o francês, a variante do occitano "languedociano" (lengadocian em occitano) e a variante do catalão "rosselhonês" (rossellonès en catalão).
É limitado a muitos elementos naturais associados a ele: os Pirenéus, Lauragais, Cévennes e o rio Ródano. Muitos geógrafos referem-se a esta região como um anfiteatro com vista para o mar, para referir-se as montanhas e as planícies de Languedoque e Rossilhão.
Seus cinco departamentos foram parte das províncias de Languedoque e Rossilhão do Antigo Regime.
Em 2004, o conselho regional adaptou um novo logótipo que simboliza o sol, e que carrega o slogan "Vivre en Septimanie" (Viver em Septimânia)

## História

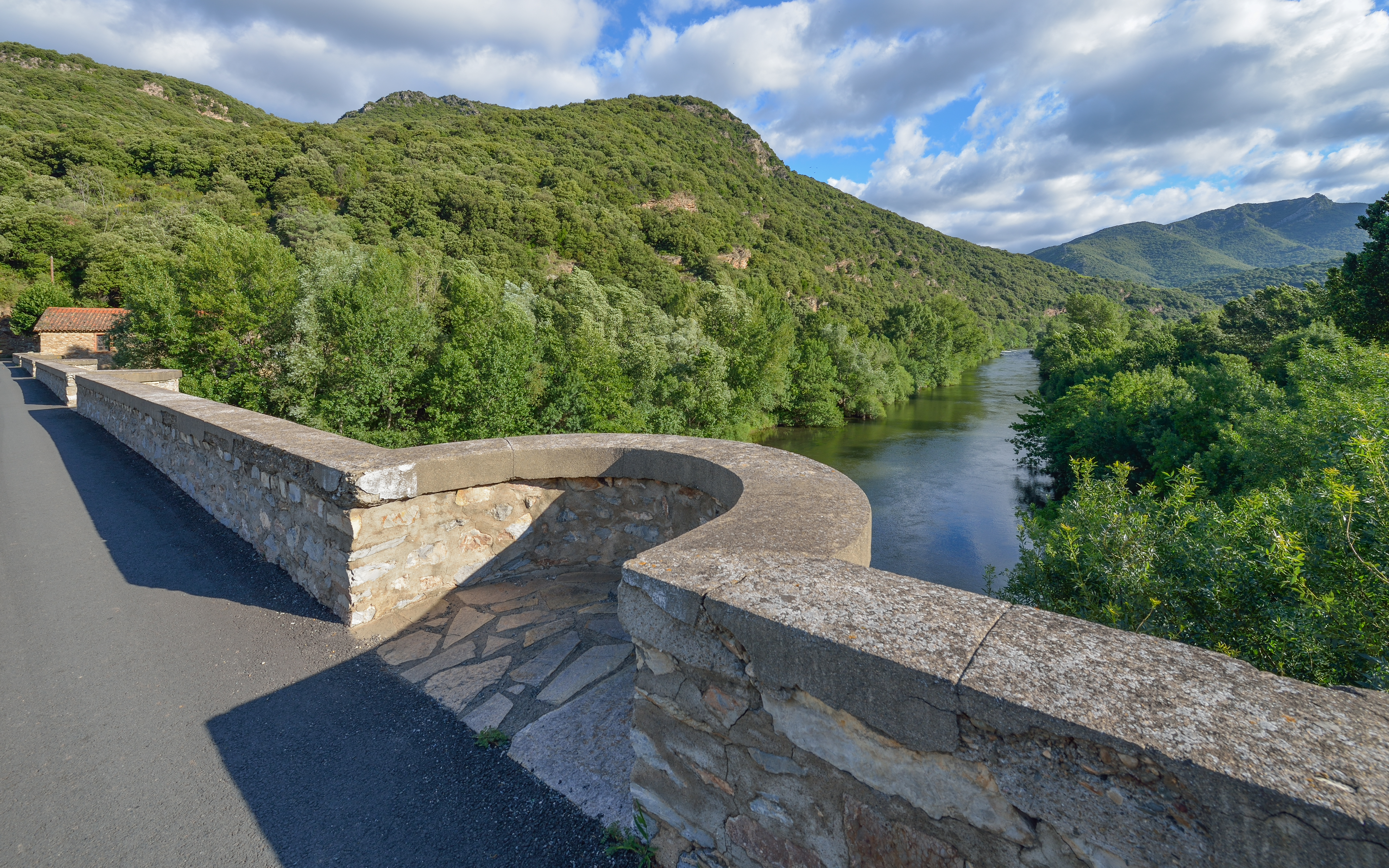

No final do século III a.C., um povo celta, os Volques, se estabeleceram na região. Suas capitais foram Toulouse e Nîmes. Cria-se assim uma primeira estruturação do território. 
Fizeram um pacto com os romanos no século I a. C.. É criado Narbona para pacificar a província, e no ano de 118 a. C. torna-se a capital da Narbonense.
No início do século V, os vândalos invadem a região. Alguns anos mais tarde, vencem os visigodos. A região de Narbona, Septimânia, bem como toda Espanha permanece sendo visigoda até sua derrota para os árabes no ano de 719.
A região foi conquistada por Carlos Magno, que anexou o reino da Aquitânia, criado em 778. Este vasto território abrange todo o sul de Ródano com o objetivo de firmar a reconquista hispânica, sendo legado por Carlos Magno a um de seus filhos em 781. A administração está encaminhada aos Condes de Toulouse.
Uma grande fragmentação política toma lugar na época feudal: os condados de Rossilhão e Pirenéus, passam para a órbita da Coroa de Aragão, enquanto que o Baixo Languedoque passa sob o domínio da casa de Trencavel e seus rivais, os condes de Toulouse.

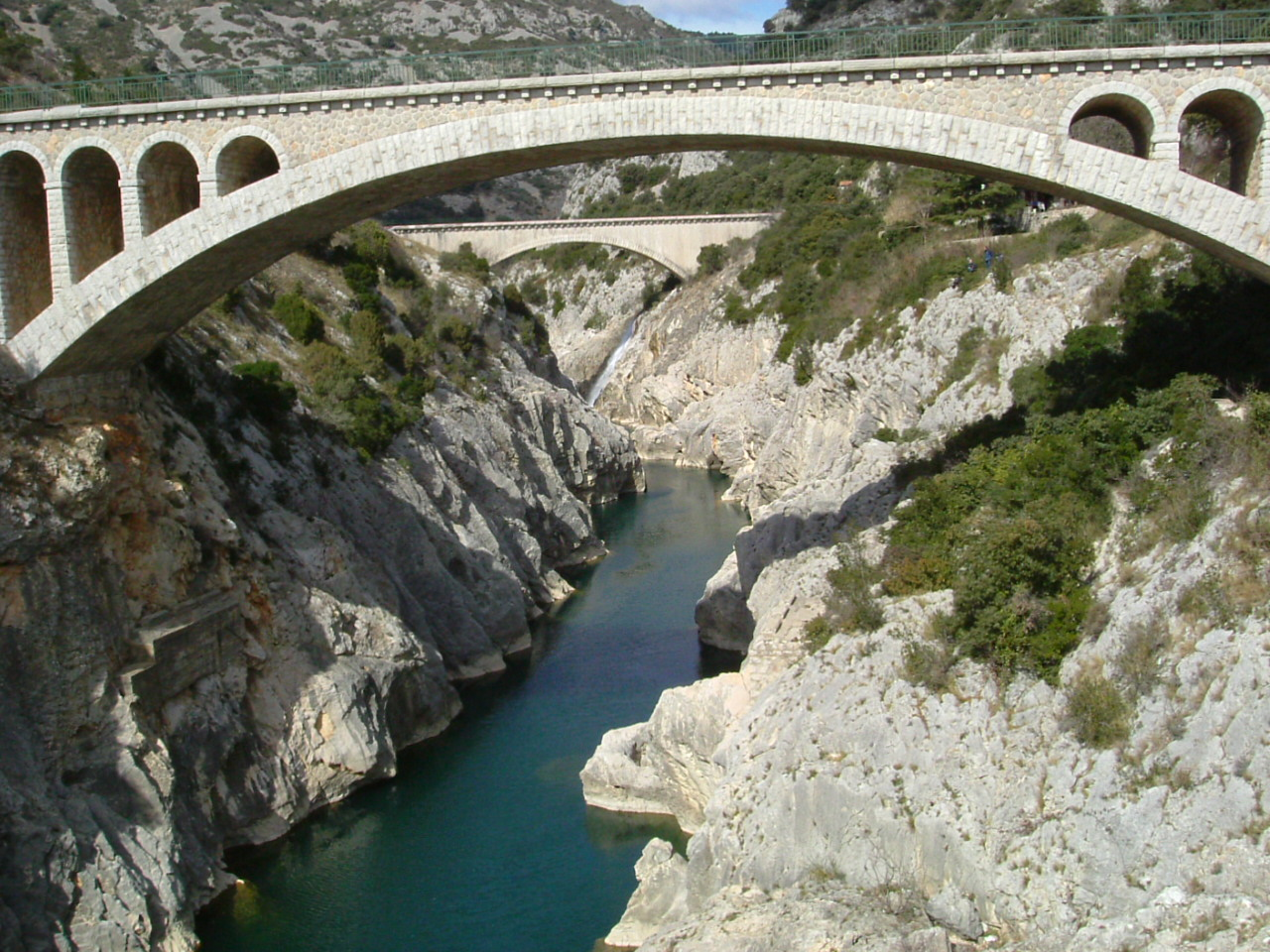
A Ponte do diabo, no rio Hérault, próximo à localidade de Saint-Guilhem-le-Désert.

Raimundo IV ou Raimundo de San Gilles (1042-1115) atingirá o objetivo da reunificação, expandindo seu estado com o condado de Rouergue, o de Nîmes, o de Narbona, o de Gévaudan, o de Agde, o de Béziers e o de Uzès.
Após a cruzada dos albigenses e a extinção da dinastia dos Condes de Toulouse, a província se integra no Reino da França em 1271. A partir daí, nasceu o verdadeiro Languedoc que persistirá até a Revolução Francesa.
O tratado de Corbeil é ratificado em 1258 com a divisão dos territórios do sul da região. A região de Corbières constituirá a fronteira entre o Reino da França e a Coroa de Aragão.
Em 1659 o Tratado dos Pirenéus vincula o Rossilhão e o norte da Cerdanha ao reino da França, anteriormente, parte da Coroa de Aragão.

## Política
A política em Languedoque-Rossilhão tem sido há muito tempo dominada pela oposição entre estes dois personagens: Jacques Blanc (presidente do Conselho Regional num período de dezoito anos) e Georges Frêche, seu adversário socialista que lhe sucedeu em março de 2004. Os ministros Claude Allègre e Jean-Claude Gayssot são originários da região.

## Geografia

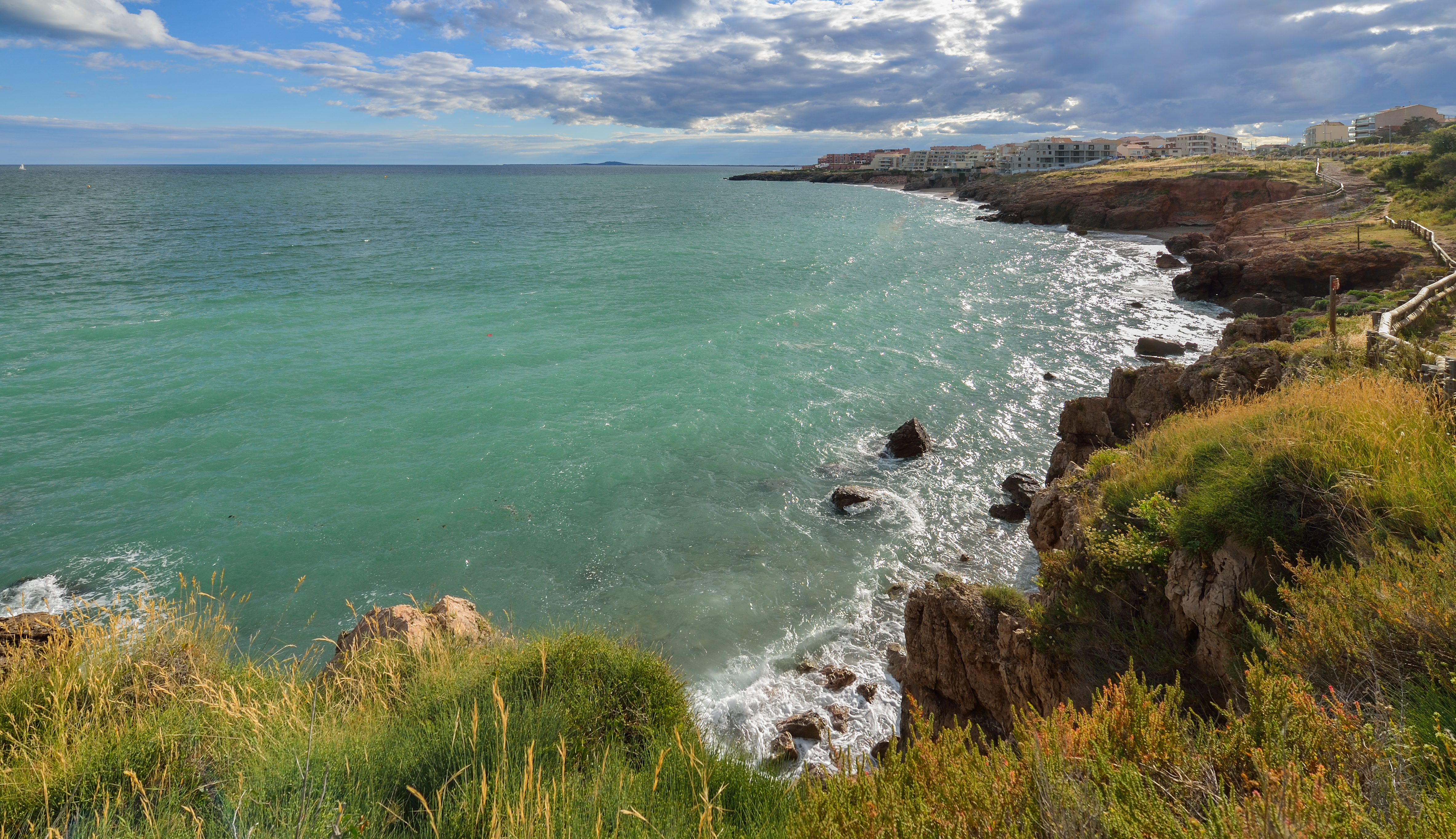

A região de Languedoque-Rossilhão é cheia de contrastes. A planície litoral contrasta com as áreas montanhosas das Cévennes, passando pelos planaltos de calcário.
As costas rochosas dos Pirenéus são alternadas com as longas praias de areia.

## Economia
A economia de Languedoque-Rossilhão é baseada em um fator essencial, o "sol", a serviço de dois setores vitais: o turismo e a agricultura.

## Comunicações e transportes
O Canal do Midi, declarada Patrimônio Mundial da UNESCO, foi construída no século XVII para unir o Atlântico com o Mediterrâneo. Possui várias obras de engenharia ao longo de seu curso, como as eclusas de Fonseranes, próximo à Béziers, cidade natal do fundador do Canal, Pierre-Paul Riquet.